# Amphiophiura vemae
Amphiophiura vemae is een slangster uit de familie Ophiuridae.
De wetenschappelijke naam van de soort werd in 1987 gepubliceerd door M.A. Kyte.